# Regionalväg 959

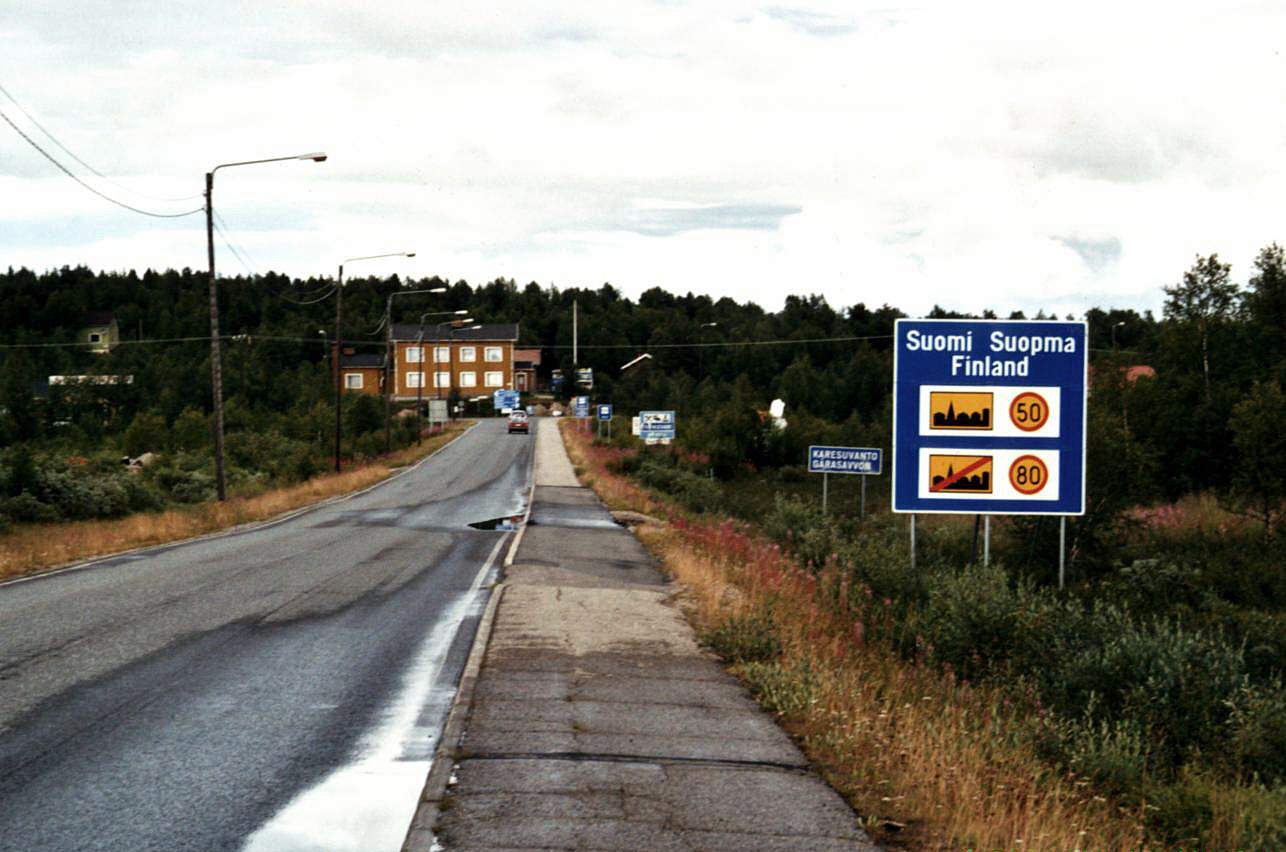
Regionalväg 959 i Karesuvanto efter gränsbron.

Regionalväg 959 är en knappt 1 km lång väg i Karesuvanto i Finland. Detta är även en del av E45. Vägen går från korsningen med E8 (som kommer från Kilpisjärvi och Torneå) fram till gränsen mot Sverige. Båda länderna är med i Europeiska Unionen och Schengensamarbetet samt även med i Nato. Vägen är från E8 skyltad Ruotsi Sverige. Från Sverige är vägen skyltad Finland. Gränsen är på en bro över Muonioälven och bron är från 1980. Innan dess var det färja på sommaren och väg på isen (begränsad vikt) på vintern, och oframkomligt en tid på vår och höst. Tullstationen ligger på finska sidan av bron.
Vägen är en del i E45 som går från Alta i Norge till Gela på Sicilien i Italien.